# Embajada de Colombia en Japón
La Embajada de Colombia en Tokio es la misión diplomática de la República de Colombia a Japón. Se encuentra ubicado en el barrio de Shinagawa en Tokio, cerca de la estación de Meguro, precisamente en 3-10-53, Kami-Osaki.

## Breve historia
Colombia y Japón establecen relaciones diplomáticas el 25 de mayo de 1908, a través del Tratado de Amistad, Comercio y Navegación, nexos diplomáticos, comerciales y de cooperación. La relación bilateral se rompió debido a la Segunda Guerra Mundial, pero finalmente se restablecieron el 28 de mayo de 1954. Históricamente esta misión fue la legación hasta el año de 1957, y desde entonces es la embajada.
La Federación Nacional de Cafeteros de Colombia decidió en 1962 abrir una oficina de representación en Tokio, en brindar mejores oportunidades para los caficultores colombianos. La FNC los ha apoyado durante más de 60 años.

## Galería

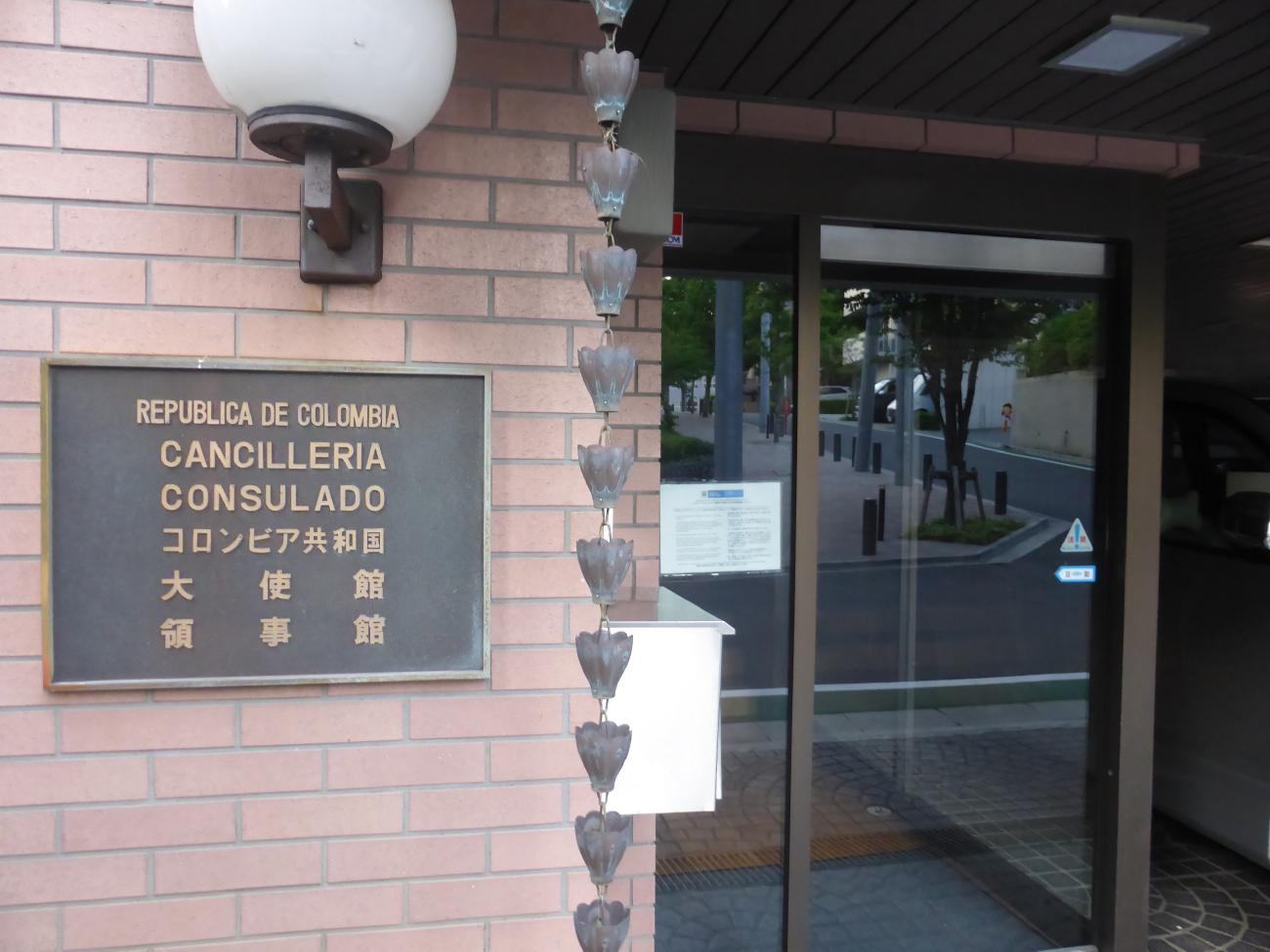
Puerta de entrada de la Embajada de Colombia
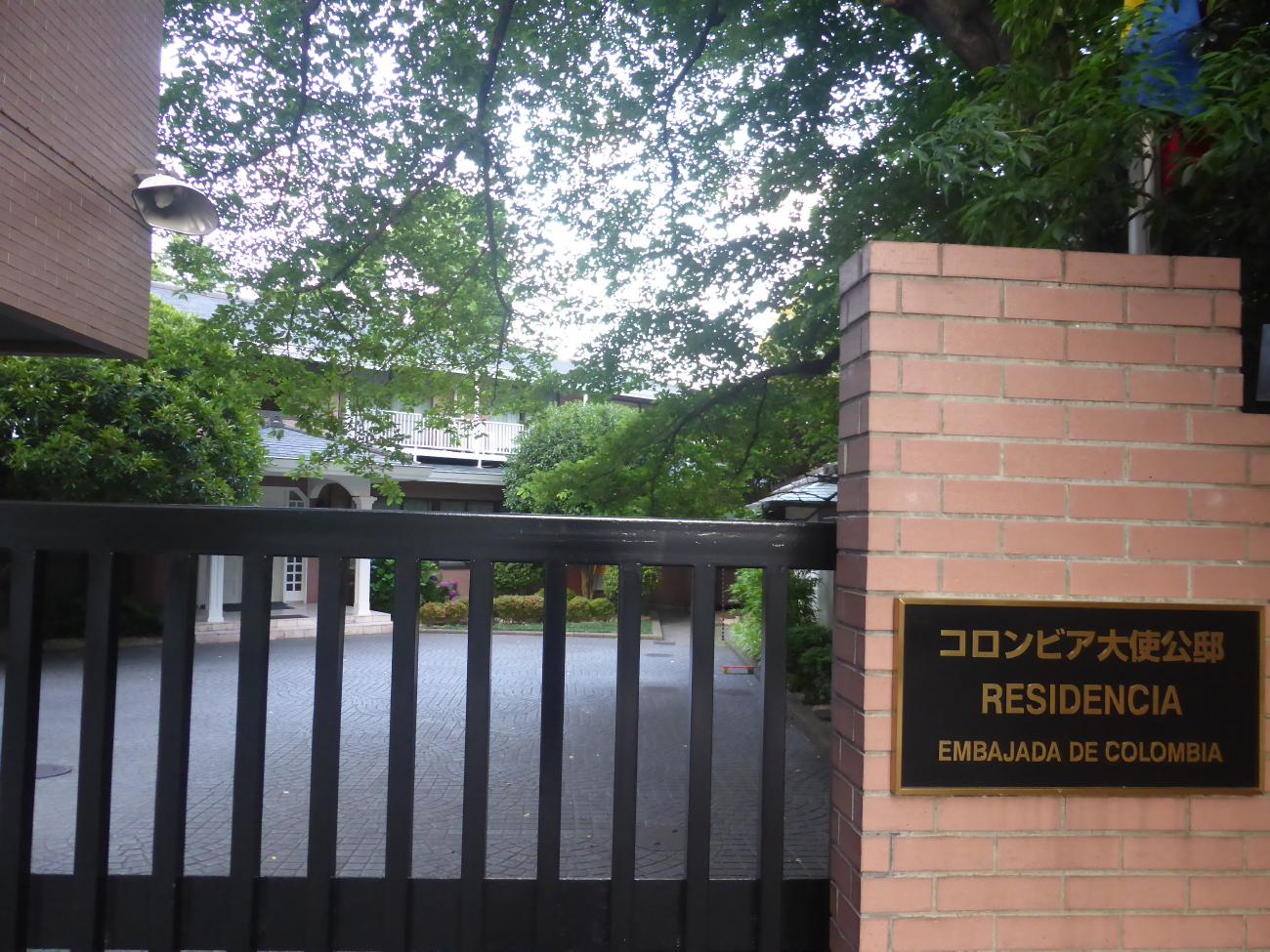
Puerta de entrada de la residencia del embajador
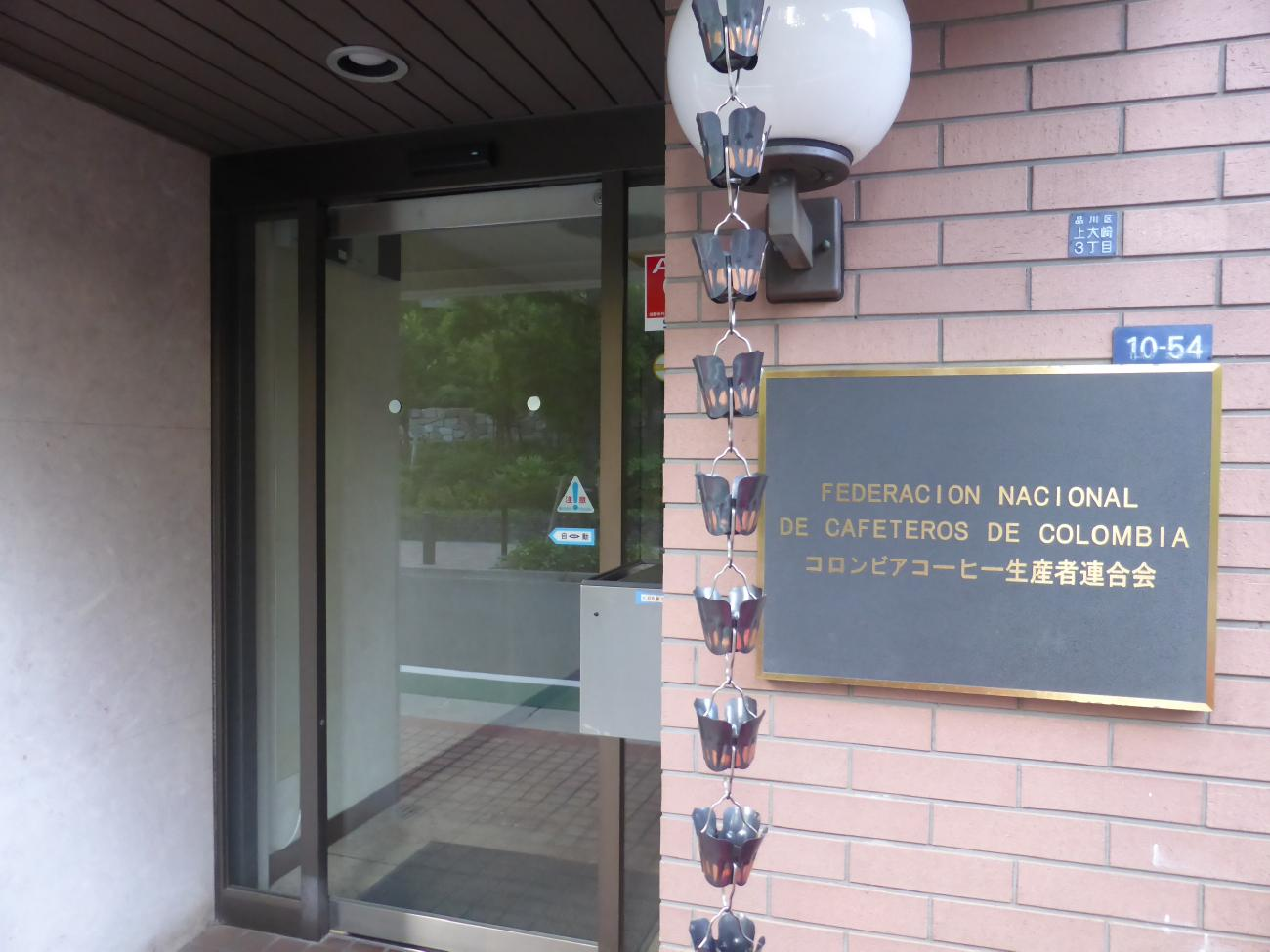
Oficina de la Federación Nacional de Cafeteros de Colombia, que se encuentra en la Embajada de Colombia